# 雷思霈
雷思霈（1564年—1611年），字何思，號歲星主人，直隸夷陵（今湖北宜昌）人。明朝文學家，公安派成員之一。

## 生平
雷思霈為萬曆二十五年（1597年）丁酉科舉人，萬曆二十九（1601年）中辛丑科進士，大理寺觀政，改翰林院庶吉士，三十一年授翰林院檢討，三十二年养病，三十六年補原职，三十七年福建鄉試主考，三十八年会试同考，三十九年养病，九月一日卒于里第。善吟詩，喜访名胜，写景抒怀。他不但與公安派主力袁宏道詩文理論相呼應，也主張為文應抒發當時代個人的真性情，應當“言人之所欲言，言人之所不能言，言人之所不敢言”，反對「文必秦漢、詩必盛唐」說法。著有《百衲阁文集》、《荊州方輿書》。

## 家族
曾祖雷涣，寿官。祖父雷九龄，贡士、安岳县丞。父雷应龄。